# A-Train
A-Train is een computerspellenreeks van treinsimulatiespellen, die oorspronkelijk werden ontwikkeld en gepubliceerd door de Japanse spelontwikkelaar Artdink. Het eerste spel in de serie werd gepubliceerd in 1985. De eerste versie van het spel in de Verenigde Staten was Take the A-Train II, gepubliceerd in 1988 door de Seika Corporation onder de titel Railroad Empire. Echter, het meest bekende spel is Take the A-Train III, dat in 1992 werd gepubliceerd door Maxis, gewoon onder de naam A-Train.
De speler speelt de hoofd van een treinvervoersbedrijf en moet zo veel mogelijk geld verdienen en infrastructuur bouwen.
Er zijn achttien versies van het spel uitgebracht. 

## Versies van het spel
- A-Train (originele spel)
- A-Train II
- A-Train III
- MD A-Train
- A-Train IV
- A-Train 5
- A-Train Z
- A-Train 6
- A-Train 2001
- A-Train The 21st Century
- A-Train i
- A-Train 7
- A-Train EZ
- A-Train HX
- A-Train 8
- A-Train DS
- A-Train 9
- A-Train 3D